# 竖琴螺
竖琴螺（学名：Harp conoidalis），是新腹足目杨桃螺科（Harp）的一种。主要分布于中国大陆，常栖息在低潮线以下。
- Harpa conoidalis Lamarck, 1822 现接受为 Harpa major Röding, 1798